# Savëlovskaja (linea 11)
Savëlovskaja (in russo Савёловская?), fino al 2018 Nižnjaja Maslovka,  è una stazione della metropolitana di Mosca, attuale capolinea settentrionale linea 11 ed interscambio con l'omonima stazione della linea 9; proprio per questo motivo il nome della stazione è stato cambiato.
La stazione è posta tra i quartieri di Savëlovskij e Butyrskij, in una zona semi-centrale della capitale russa ed è stata inaugurata il 30 dicembre 2018, dopo alcuni ritardi durante la costruzione. I ritardi sono stati in gran parte causati dalle complessità di costruzione della stazione, che si trova ad una profondità di 65 metri in un terreno particolarmente roccioso, dilatando notevolmente costi e tempi di realizzazione. Per questo motivo, sarà l'ultima stazione profonda di tutta la metropolitana di Mosca,  mentre in futuro le stazioni verranno costruite a profondità minori, adottando tecniche di costruzione più rapide ed economiche. La rete della metropolitana moscovita perderà quindi questo suo peculiare metodo di costruzione delle stazioni che la aveva contraddistinta sin dal periodo stalinista, e che in un certo senso ne aveva accresciuto la sua fama e il suo fascino.